# ТЕС Yurralyi Maya
20°45′49″ пд. ш. 116°44′34″ сх. д. / 20.76361° пд. ш. 116.74278° сх. д.
ТЕС Yurralyi Maya – теплова електростанція на північному заході Австралії.
Електростанцію спорудила гірничодобувна компанія Rio Tinto з метою заміни старої ТЕС Дампір С, що обслуговувала термінал для експорту залізної руди в Дампірі ще з кінця 1960-х років. Введення ТЕС Yurralyi Maya в експлуатацію почалось не пізніше 2010-го, всього ж вона отримала п’ять встановлених на роботу у відкритому циклі газових турбін потужністю по 45 МВт. Вони відносились до розробленого General Electric типу LM6000, але були виготовлені по ліцензії японською IHI.
Як паливо використовують природний газ, що надходить по перемичці довжиною 1,2 км та діаметром 250 мм від трубопроводу Дампір – Банбері. 
Для видалення продуктів згоряння кожна турбіна має димар заввишки 40 метрів.
Видача продукції відбувається під напругою 220 кВ.